# Neiko Thorpe
Neiko Thorpe (Southfield, 1º febbraio 1990) è un giocatore di football americano statunitense che milita nel ruolo di cornerback i Seattle Seahawks della National Football League (NFL).

## Carriera universitaria
Thorpe giocò nel college football per quattro stagioni, dal 2008 al 2011 con gli Auburn Tigers, vincendo il campionato NCAA nel 2010.

## Carriera professionistica

### Kansas City Chiefs
Thorpe firmò il 30 aprile 2012 come free agent coi Kansas City Chiefs, dopo non esser stato scelto al draft NFL 2012. Il 31 agosto venne svincolato, firmando il giorno seguente con la squadra d'allenamento. Il 6 ottobre venne promosso in prima squadra, debuttando come professionista il giorno seguente contro i Baltimore Ravens. Dopo soli 3 giorni venne svincolato. L'11 firmò nuovamente coi Chiefs. Chiuse la stagione giocando 9 partite con 5 tackle totali. Il 25 agosto 2013 venne svincolato per la terza volta.

### Oakland Raiders
Dopo una parentesi di un anno nella Canadian Football League coi Toronto Argonauts, il 13 gennaio 2014 firmò con gli Oakland Raiders, con cui giocò per due stagioni.

### Seattle Seahawks
Dopo avere passato la pre-stagione 2016 con gli Indianapolis Colts, Thorpe 13 settembre 2016 firmò con i Seattle Seahawks, giocando 15 partite in stagione. Il 14 marzo 2017 firmò un rinnovo con la squadra.